# Szumowo (gromada)
Szumowo – dawna gromada, czyli najmniejsza jednostka podziału terytorialnego Polskiej Rzeczypospolitej Ludowej w latach 1954–1972.
Gromady, z gromadzkimi radami narodowymi (GRN) jako organami władzy najniższego stopnia na wsi, funkcjonowały od reformy reorganizującej administrację wiejską przeprowadzonej jesienią 1954 do momentu ich zniesienia z dniem 1 stycznia 1973, tym samym wypierając organizację gminną w latach 1954–1972.
Gromadę Szumowo z siedzibą GRN w Szumowie utworzono – jako jedną z 8759 gromad – w powiecie łomżyńskim w woj. białostockim, na mocy uchwały nr 18/V WRN w Białymstoku z dnia 4 października 1954. W skład jednostki weszły obszary dotychczasowych gromad Szumowo, Głębocz, Krajewo Budziły, Ostrożne, Zabikowo, Zaręby Jartuzy i Radwany oraz miejscowość Wyszomierz Wielki kol. z dotychczasowej gromady Wyszomierz Wielki ze zniesionej gminy Szumowo w tymże powiecie. Dla gromady ustalono 22 członków gromadzkiej rady narodowej.
13 listopada 1954 roku gromada weszła w skład nowo utworzonego powiatu zambrowskiego.
1 stycznia 1958 roku do gromady Szumowo przyłączono wieś Kalinowo z gromady Srebrna.
31 grudnia 1959 do gromady Szumowo przyłączono obszar zniesionej gromady Pęchratka w powiecie zambrowskim w woj. białostockim oraz wieś Stryjki-Zaręby ze znoszonej gromady Podbiele w powiecie ostrowskim w woj. warszawskim.
Gromada przetrwała do końca 1972 roku, czyli do kolejnej reformy gminnej. Z dniem 1 stycznia 1973 roku reaktywowano gminę Szumowo.